# Peter Nocker

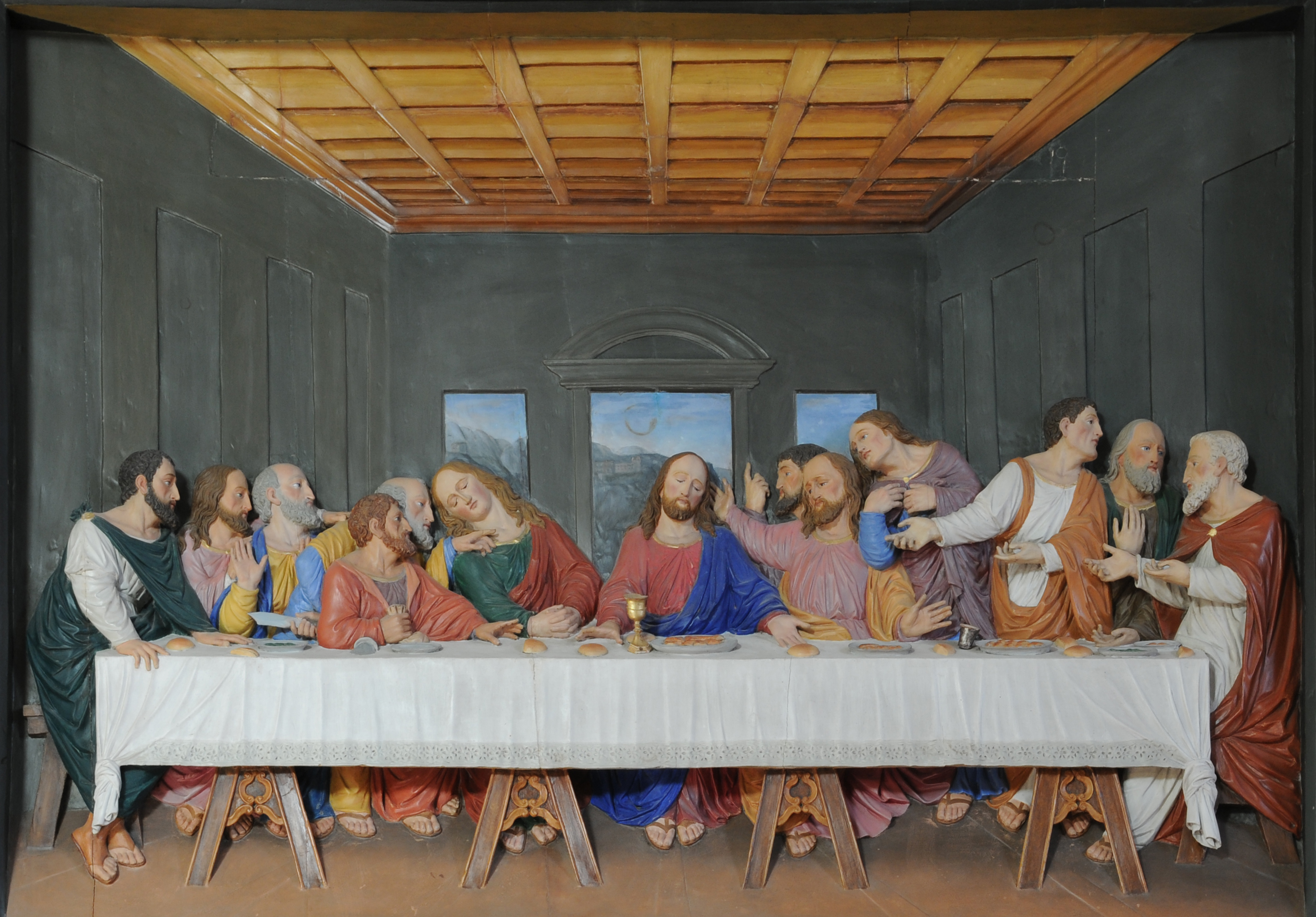
Das letzte Abendmahl in der Pfarrkirche St. Christina

Peter Nocker (* 9. März 1823 St. Christina in Gröden; † 2. Juli 1880 in Brixlegg) war ein Grödner Bildhauer.
Peter Nocker, Sohn des Valentin Nocker und der Marianna Pitscheider, wurde in St. Christina auf dem Sabedin-Hof geboren.
Mit 22 Jahren schnitzte Nocker eines seiner bekannten Werke: Das letzte Abendmahl nach Leonardo da Vinci. Dieses Werk befindet sich heute in der Pfarrkirche von St. Christina. Zusammen mit seinem Bruder Valentin und mit dem Alterskollegen Franz Prinoth zog er nach München, wo er die Akademie der Bildenden Künste München besuchte. Eine Zeit lang arbeitete er auch in der Kunstanstalt des Joseph Gabriel Mayer in München.
Von Peter Nocker sind darüber hinaus Beziehungen zu Ludwig Steub und Konrad Max Kunz bekannt.

## Werke
Einige Mädchenfiguren, die er im Lindenholz schnitzte, wurden in zahlreichen Reproduktionen aus Ton hergestellt. Er schnitzte außerdem mehrere Reliefs nach Gemälden, unter anderem von Johann Baptist Kirner, Caspar Kaltenmoser, Wilhelm von Kaulbach, und dem bekannten „Ball auf der Alm“ des Franz von Defregger.
In der Münchner Ausstellung der Künste und Berufe 1876 zeigte er zwei Reliefs nach Albrecht Dürers „Wappen mit dem Hahn“ und „Wappen mit dem Totenkopf“ und nach den „Triumphwagen des Kaisers Maximilian I“ des Hans Burgkmair.
Das Museum Ferdinandeum in Innsbruck besitzt eine Heilige Familie des Künstlers. Im Museum Gherdëina ist eine Bischof-Statuette im Barockstil von Nocker in Buchsbaumholzfassung ausgestellt.